# Liste der Bodendenkmäler in Memmelsdorf
Auf dieser Seite sind die Bodendenkmäler in der oberfränkischen Gemeinde Memmelsdorf zusammengestellt. Diese Tabelle ist eine Teilliste der Liste der Bodendenkmäler in Bayern. Grundlage ist die Bayerische Denkmalliste, die auf Basis des Bayerischen Denkmalschutzgesetzes vom 1. Oktober 1973 erstmals erstellt wurde und seither durch das Bayerische Landesamt für Denkmalpflege geführt wird. Die folgenden Angaben ersetzen nicht die rechtsverbindliche Auskunft der Denkmalschutzbehörde.

## Bodendenkmäler der Gemeinde Memmelsdorf

### Bodendenkmäler in der Gemarkung Kremmeldorf
| Lage                   | Objekt                                                                                        | Akten-Nr.     | Bild |
| ---------------------- | --------------------------------------------------------------------------------------------- | ------------- | ---- |
| Kremmeldorf (Standort) | Abschnittsbefestigung des frühen Mittelalters.                                                | D-4-6032-0062 |      |
| Kremmeldorf (Standort) | Station des Mesolithikums.                                                                    | D-4-6032-0257 |      |
| Kremmeldorf (Standort) | Untertägige Bauteile der spätneuzeitlichen Katholischen Kapelle Hl. Herz Jesu in Kremmeldorf. | D-4-6032-0267 |      |

### Bodendenkmäler in der Gemarkung Memmelsdorf
| Lage                   | Objekt | Akten-Nr.     | Bild |
| ---------------------- | --- | ------------- | ---- |
| Memmelsdorf (Standort) | Gräberfeld der Urnenfelderzeit sowie vorgeschichtlicher Schlagplatz. | D-4-6031-0047 |      |
| Memmelsdorf (Standort) | Siedlung des Endneolithikums, der Urnenfelder- und Latènezeit. | D-4-6031-0050 |      |
| Memmelsdorf (Standort) | Siedlung der Urnenfelder- und der Latènezeit. | D-4-6031-0051 |      |
| Memmelsdorf (Standort) | Siedlung der Urnenfelderzeit und der jüngeren Latènezeit. | D-4-6031-0193 |      |
| Memmelsdorf (Standort) | Archäologische Befunde und Funde sowie untertägige Teile und vermutlich Vorgängerbauten von Schloss Seehof (Marquardsburg), errichtet zwischen 1687 und 1696, sowie Befunde und Funde im Bereich der Gartenanlage des 18. Jahrhunderts. | D-4-6031-0228 |      |
| Memmelsdorf (Standort) | Archäologische Befunde im Bereich der spätmittelalterlichen, in der frühen Neuzeit erweiterten Katholischen Pfarrkirche Mariae Himmelfahrt von Memmelsdorf mit ummauertem Kirchhof.                                                     | D-4-6031-0247 |      |
| Memmelsdorf (Standort) | Archäologische Befunde im Bereich der frühneuzeitlichen Straßenkapelle bei Memmelsdorf. | D-4-6031-0248 |      |

### Bodendenkmäler in der Gemarkung Merkendorf
| Lage                  | Objekt | Akten-Nr.     | Bild |
| --------------------- | --- | ------------- | ---- |
| Merkendorf (Standort) | Siedlung der Linearbandkeramik.                                                                                | D-4-6031-0046 |      |
| Merkendorf (Standort) | Archäologische Befunde im Bereich der spätneuzeitlichen Katholischen Pfarrkirche Kreuzerhöhung von Merkendorf. | D-4-6031-0253 |      |
| Merkendorf (Standort) | Archäologische Befunde im Bereich der spätneuzeitlichen Katholischen Kapelle St. Maria in Laubend.             | D-4-6031-0255 |      |

### Bodendenkmäler in der Gemarkung Weichendorf
| Lage                   | Objekt                                                  | Akten-Nr.     | Bild |
| ---------------------- | ------------------------------------------------------- | ------------- | ---- |
| Weichendorf (Standort) | Siedlung des Jungneolithikums und des Spätneolithikums. | D-4-6031-0157 |      |